# Plectaneia thouarsii
Plectaneia thouarsii är en oleanderväxtart som beskrevs av Johann Jakob Roemer och Schult.. Plectaneia thouarsii ingår i släktet Plectaneia och familjen oleanderväxter. Utöver nominatformen finns också underarten P. t. macrocarpa.